# 柳津温泉
柳津温泉（やないづおんせん）は、福島県河沼郡柳津町（旧国陸奥国、明治以降は岩代国）にある温泉。

## 泉質
- ナトリウム - 塩化物泉
  - 源泉温度47℃
  - 湧出量毎分510リットル
  - 無色透明の源泉

## 温泉街
只見川沿いに温泉地が広がる。温泉地には、日本三大虚空蔵尊の福満虚空蔵尊がある円蔵寺が存在し、源泉も境内に存在する。また、只見川のウグイの群生地である魚淵も近い。
旅館は7軒存在する。日帰り入浴施設は、柳津町営の「つきみが丘町民センター」が存在する。

## 歴史
西山温泉から源泉を引湯して、温泉地が開かれた。
1987年（昭和62年）4月に、円蔵寺駐車場近くにボーリングを700メートル実施して源泉を開発。その後は独自源泉が温泉地で使われるようになった。

## アクセス
- 鉄道 : 只見線会津柳津駅より徒歩約10分。

## 周辺
- 円蔵寺